# Moussey (Wogezy)
Moussey – miejscowość i gmina we Francji, w regionie Grand Est, w departamencie Wogezy.
Według danych na rok 1990 gminę zamieszkiwały 794 osoby, a gęstość zaludnienia wynosiła 27 osób/km² (wśród 2335 gmin Lotaryngii Moussey plasuje się na 444. miejscu pod względem liczby ludności, natomiast pod względem powierzchni na miejscu 68.).